# Oberhöll (Theisseil)
Oberhöll ist ein Ortsteil von Theisseil im Landkreis Neustadt an der Waldnaab im bayerischen Regierungsbezirk Oberpfalz.

## Geographische Lage
Oberhöll liegt 700 m südwestlich von Letzau, 4 km östlich von Weiden in der Oberpfalz und 2,3 km südlich von Theisseil.
Nordöstlich von Oberhöll verläuft die Staatsstraße 2166.
Oberhöll liegt am oberen Ende des Hölltales, das sich von Letzau nach Südwesten bis nach Bechtsrieth erstreckt.
Östlich von Oberhöll entspringt der Gleitsbach der durch das Hölltal nach Bechtsrieth fließt und südlich von Engleshof in die Luhe mündet.

## Geschichte
Im Jahr 1553 wurde der Wald "Die Höll" bei Letzau in einem Vertrag zwischen Ulrich von Heideck und Willibald von Wirsberg zu Waldthurn genannt.
Eine Mühle zu Letzau, womit Höllmühle gemeint ist, wurde bereits in den statistischen Beschreibungen von 1630, 1666, 1743 und 1806 erwähnt.
Oberhöll und Höllmühle werden vielfach synonym verwendet.
Anfang des 19. Jahrhunderts gehörte jedoch Höllmühle zu Letzau, während Oberhöll zu Muglhof gehörte.
Oberhöll gehörte zum 1808 gebildeten Steuerdistrikt Muglhof.
Der Steuerdistrikt Muglhof bestand aus den Dörfern Matzlesrieth, Muglhof, Oedenthal und den Einöden Ober-, Mitter- und Unterhöll.
Bei der Gemeindebildung 1821 gehörte Höllmühle mit einer Familie zur Gemeinde Letzau.
Oberhöll mit zwei Familien gehörte zur Gemeinde Muglhof.
Die Gemeinde Muglhof bestand aus den Ortschaften Muglhof mit 25 Familien, Mitterhöll mit 20 Familien, Oberhöll mit zwei Familien und Unterhöll mit 25 Familien.
1838 wurde das Landgericht Weiden in der Oberpfalz gebildet.
Dabei gelangte Oberhöll mit der Gemeinde Letzau aus dem Landgericht Vohenstrauß zum Landgericht Weiden.
Im Zuge der Gebietsreform in Bayern wurde Letzau mit Edeldorf und Roschau 1972 zur neu gebildeten Gemeinde Theisseil zusammengelegt.

## Einwohnerentwicklung in Oberhöll (auch Höllmühl) ab 1861
| Jahr | Einwohner | Gebäude |
| ---- | --------- | ------- |
| 1861 | 11        | k. A.   |
| 1871 | 16        | 3       |
| 1885 | 10        | 1       |
| 1900 | 11        | 2       |
| 1913 | 8         | 1       |
| 1925 | 6         | 2       |

| Jahr | Einwohner | Gebäude |
| ---- | --------- | ------- |
| 1950 | 11        | 1       |
| 1961 | 7         | 1       |
| 1970 | 6         | k. A.   |
| 1987 | 13        | 3       |
| 2011 | 10        | k. A.   |
| 2022 | 14        | k. A.   |

## Tourismus
In Oberhöll gibt es eine Gaststätte mit Übernachtungsmöglichkeit.
Oberhöll liegt am Wanderweg Goldsteig von Letzau nach Leuchtenberg und an der Loipe Letzau - Oberhöll.